# 9-та окрема мотострілецька бригада (РФ, 2 формування)
9-та окрема мотострілецька бригада (9 ОМСБр, в/ч 08819) — незаконне збройне формування, що входить до складу 1-го армійського корпусу окупаційних військ РФ на Донбасі. Формально знаходиться у підпорядкуванні організації ДНР.

## Історія
12 лютого 2016 року переформований у полк морської піхоти з 9-го окремого мотострілецького полку.
8 жовтня 2016 року в районі села Ленінське що неподалік від Маріуполя, в результаті вогневої сутички з підрозділами Збройних сил України було вбито двох бойовиків полку і взято в полон одного.
З 11 до 21 жовтня у зоні відповідальності полку точилися бойові дії проти підрозділів 36-ї бригади морської піхоти України, внаслідок яких, за повідомленням речників організації ДНР, загинуло 9 і було поранено 13 бойовиків.
У березні 2022 року 9-й полк бере участь у боях за Маріуполь. Вів наступ у Лівобережному районі міста, діючи на одному напрямку разом із 810-ю окремою бригадою морської піхоти.
На початку 2023 року полк переформовано на 9-ту окрему мотострілецьку бригаду ЗС РФ.

## Склад

### 2016
- управление,
- 1-й мотострілецький батальйон «Семенівський»,
- 2-й мотострілецький батальйон,
- танковий батальйон,
- гаубичний самохідно-артилерійський дивізіон,
- артилерійська батарея,
- розвідувальна рота,
- зенітний ракетно-артилерійський дивізіон,
- інженерно-саперна рота,
- рота зв'язку,
- рота технічного забезпечення,
- рота матеріального забезпечення,
- стрілецький взвод (снайперів),
- комендантський взвод.

## Командування
- (2016) полковник Збройних сил РФ Бондарєв Дмитро Євгенович, колишній командир 51-го парашутно-десантного полку (Тула).[8]

## Втрати
З відкритих джерел відомо про деякі втрати 9 ОМСБр: